# Ampelozizyphus kuripacorum
Ampelozizyphus kuripacorum là một loài thực vật có hoa trong họ Táo. Loài này được Gerardo A. Aymard và Francisco Castro-Lima mô tả khoa học đầu tiên năm 2015.

## Phân bố
Loài này được tìm thấy ở Colombia.